# Premyer Liqası 2016-2017
La Premyer Liqasi 2016-2017 è stata la 25ª edizione della massima serie del campionato azero di calcio. La stagione è iniziata il 6 agosto 2016 e si è conclusa il 29 aprile 2017. Il campionato è stato vinto dal Qarabağ per il quarto anno consecutivo.

## Stagione

### Novità
Il 13 giugno 2016 è stata annunciata la mancata assegnazione delle licenze di partecipazione alla Premyer Liqası al Xəzər-Lənkəran e al Rəvan. Dalla Birinci Divizionu nessuna squadra è stata promossa.

### Formula
Le 8 squadre partecipanti si affrontano in un girone all'italiana con due partite di andata e due di ritorno, per un totale di 28 giornate. La squadra prima classificata è dichiarata campione di Azerbaigian ed è ammessa al secondo turno di qualificazione della UEFA Champions League 2017-2018. La seconda e la terza classificata, assieme alla vincitrice della coppa nazionale, sono ammesse al primo turno di qualificazione della UEFA Europa League 2017-2018. L'ultima classificata retrocede direttamente in Birinci Divizionu.

### Avvenimenti
Il 25 aprile 2017 lo Zirə ha avuto la vittoria per 3-0 a tavolino sul Neftçi, che aveva schierato sette calciatori stranieri nella sfida terminata sul 2-2 del 23 aprile 2017.

## Squadre partecipanti
| Club        | Città                | Stadio                    | Stagione 2015-2016         |
| ----------- | -------------------- | ------------------------- | -------------------------- |
| AZAL        | Baku                 | AZAL Arena                | 7º posto in Premyer Liqası |
| İnter Baku  | Baku                 | Şəfa Stadionu             | 4º posto in Premyer Liqası |
| Kəpəz       | Gäncä                | Stadio Comunale           | 5º posto in Premyer Liqası |
| Neftçi Baku | Baku                 | Bakcell Arena             | 6º posto in Premyer Liqası |
| Qarabağ     | Ağdam (gioca a Baku) | Stadio Tofiq Bahramov     | Campione di Azerbaigian    |
| Qəbələ      | Qəbələ               | Şəhər Stadionu            | 3º posto in Premyer Liqası |
| Sumqayıt    | Sumqayıt             | Mehdi Hüseynzadə Stadionu | 8º posto in Premyer Liqası |
| Zirə        | Baku                 | Zira Stadium              | 2º posto in Premyer Liqası |

## Classifica finale
|  | Pos. | Squadra     | Pt | G  | V  | N  | P  | GF | GS | DR  |
|  | ---- | ----------- | -- | -- | -- | -- | -- | -- | -- | --- |
|  | 1.   | Qarabağ     | 62 | 28 | 19 | 5  | 4  | 46 | 14 | +32 |
|  | 2.   | Qəbələ      | 52 | 28 | 14 | 10 | 4  | 48 | 21 | +27 |
|  | 3.   | İnter Baku  | 43 | 28 | 11 | 10 | 7  | 39 | 33 | +6  |
|  | 4.   | Zirə        | 39 | 28 | 10 | 9  | 9  | 29 | 26 | +3  |
|  | 5.   | Kəpəz       | 36 | 28 | 9  | 9  | 10 | 24 | 27 | -3  |
|  | 6.   | Sumqayıt    | 35 | 28 | 9  | 8  | 11 | 28 | 35 | -7  |
|  | 7.   | Neftçi Baku | 29 | 28 | 9  | 2  | 17 | 24 | 45 | -21 |
|  | 8.   | AZAL        | 10 | 28 | 1  | 7  | 20 | 13 | 50 | -37 |

Legenda:
      Campione d'Azerbaigian e ammessa ai preliminari della UEFA Champions League 2017-2018
      Ammesse alla UEFA Europa League 2017-2018
      Retrocessa in Birinci Divizionu 2017-2018
Note:
Tre punti a vittoria, uno a pareggio, zero a sconfitta.
La classifica viene stilata secondo i seguenti criteri:
- Punti conquistati
- Punti conquistati negli scontri diretti
- Differenza reti negli scontri diretti
- Reti realizzate negli scontri diretti
- Reti realizzate in trasferta negli scontri diretti (solo tra due squadre)
- Differenza reti generale
- Reti totali realizzate

## Risultati

### Partite (1-14)
|             | AZA  | İnt  | Kap  | Nef  | Qar  | Qəb  | Sum  | Zir  |
| ----------- | ---- | ---- | ---- | ---- | ---- | ---- | ---- | ---- |
| AZAL Baku   | –––– | 1-3  | 0-2  | 0-1  | 0-1  | 0-0  | 1-1  | 1-1  |
| Inter Baku  | 3-0  | –––– | 2-1  | 2-2  | 2-1  | 1-1  | 3-1  | 1-1  |
| Kapaz       | 0-0  | 0-0  | –––– | 2-0  | 1-1  | 1-1  | 0-0  | 2-0  |
| Neftçi Baku | 0-1  | 2-1  | 2-0  | –––– | 0-2  | 0-8  | 1-2  | 0-1  |
| Qarabağ     | 6-0  | 0-0  | 1-0  | 3-0  | –––– | 2-1  | 3-0  | 2-0  |
| Qəbələ      | 3-0  | 0-0  | 2-0  | 4-1  | 2-0  | –––– | 2-0  | 1-0  |
| Sumqayıt    | 1-1  | 1-2  | 1-1  | 2-0  | 0-2  | 2-2  | –––– | 1-0  |
| Zirə        | 3-1  | 1-1  | 2-0  | 2-0  | 0-2  | 0-2  | 0-1  | –––– |

### Partite (15-28)
|             | AZA  | İnt  | Kap  | Nef  | Qar  | Qəb  | Sum  | Zir  |
| ----------- | ---- | ---- | ---- | ---- | ---- | ---- | ---- | ---- |
| AZAL Baku   | –––– | 0-1  | 1-2  | 0-1  | 1-2  | 1-1  | 1-2  | 0-3  |
| Inter Baku  | 2-1  | –––– | 4-1  | 1-3  | 0-3  | 0-2  | 1-0  | 1-1  |
| Kapaz       | 1-1  | 1-0  | –––– | 2-0  | 0-1  | 2-0  | 1-0  | 1-0  |
| Neftçi Baku | 4-0  | 2-1  | 0-0  | –––– | 1-2  | 1-0  | 1-0  | 1-2  |
| Qarabağ     | 1-0  | 0-1  | 2-1  | 1-1  | –––– | 0-0  | 2-1  | 2-0  |
| Qəbələ      | 2-0  | 4-3  | 2-1  | 1-0  | 2-0  | –––– | 1-1  | 1-1  |
| Sumqayıt    | 1-0  | 2-2  | 3-1  | 2-0  | 0-4  | 2-1  | –––– | 1-1  |
| Zirə        | 2-1  | 1-1  | 1-0  | 3-0  | 0-0  | 2-2  | 1-0  | –––– |

## Statistiche

### Classifica marcatori
| Gol |  |  | Giocatore          | Squadra    |
| --- |  |  | ------------------ | ---------- |
| 11  |  |  | Filip Ozobić       | Qəbələ     |
| 11  |  |  | Rauf Əliyev        | İnter Baku |
| 10  |  |  | Dino Ndlovu        | Qarabağ    |
| 8   |  |  | Mirabdulla Abbasov | Sumqayıt   |
| 7   |  |  | Bagaliy Dabo       | Qəbələ     |
| 7   |  |  | Nizami Hacıyev     | İnter Baku |
| 6   |  |  | Julien Ebah        | Kəpəz      |
| 6   |  |  | Amil Yunanov       | Sumqayıt   |
| 6   |  |  | Sergei Zenjov      | Qəbələ     |